# City-Logistik
City-Logistik bzw. Ballungsraumlogistik sind Sammelbegriffe für eine Vielzahl von Konzepten zur Bündelung des städtischen Güterverkehrs.
Diese Konzepte sollen, bei konstanter Versorgungsqualität, zur Entlastung der städtischen Infrastruktur und höherer Wirtschaftlichkeit des städtischen Güterverkehrs führen. Dabei setzt die City-Logistik am Zielpunkt der Warenströme an, den Empfängern. Von dort aus werden die Warenströme organisiert und zusammengefasst. Während bisher die Devise galt: gleiche Waren – verschiedene Empfangsorte, soll es in Zukunft mit Hilfe der City-Logistik heißen: verschiedene Waren – gleiche Empfangsorte.
Das Deutsche Verkehrsforum e. V. und die Bundesvereinigung Logistik e. V. bezeichnen City-Logistik als eine unternehmerische Organisation von Güterverkehrsfahrten zur Optimierung von Auslastung und Minimierung der Fahrtenanzahl in Ballungsräumen.
Paul Wittenbrink (Gesellschafter bei hwh Gesellschaft für Transport- und Unternehmensberatung mbH) versteht unter diesem Begriff alle operativen und dispositiven Tätigkeiten, die sich auf die bedarfsgerechte, nach Art, Menge, Zeit, Raum und Umweltfaktoren (i.w.S.) abgestimmte, effiziente Bereitstellung (bzw. Entsorgung) von Realgütern in einer Stadt beziehen.
Während die erste Definition vor allem den ökonomischen Aspekt der City-Logistik in den Vordergrund stellt, geht die Definition von Wittenbrink auch auf den ökologischen Aspekt ein. Eine klare Abgrenzung dieses Begriffes erfolgt jedoch nicht.

## Konzepte der City-Logistik

### Güterverkehrszentrum
Güterverkehrszentren (GVZ) sind Verkehrsgewerbegebiete mit selbstständigen Verkehrsunternehmen/Niederlassungen und Systemwechselpunkten der Verkehrsträger (möglichst: Straße, Schiene, Wasser, Luft). Sie ermöglichen die Kooperation aller Beteiligten zur Erzielung von Synergieeffekten. GVZ sind Verknüpfungspunkte von Nah- und Fernverkehr sowie Nahtstelle der Verkehrsträger. 
Es ist anzumerken, dass es sich hierbei um eine von diversen Definitionen handelt, die inhaltlich dasselbe zum Ausdruck bringen.
Ein Ziel der Entwicklung der GVZ ist die Entlastung der Straßen vom Güterverkehr und die Förderung der Nutzung der umweltfreundlicheren Verkehrsträger Schiene und Wasserstraße. Wesentlicher Bestandteil eines GVZ ist in diesem Zusammenhang ein Terminal für den Kombinierten Ladungsverkehr (KV-Terminal). Dieses ermöglicht den effizienten Verkehrsträgerwechsel von Containern, Wechselbehältern und Sattelaufliegern.
Ziel der Entwicklung eines bundesweiten GVZ-Netzes in Bezug auf die Einrichtung von KV-Terminals ist, zwischen den einzelnen Standorten im „Nachtsprung“ zu verkehren, um somit zeitlich gegenüber dem Straßengüterverkehr konkurrenzfähig zu sein.
Mit der Errichtung von Güterverkehrszentren an der Schnittstelle von Nah- und Fernverkehr werden sowohl positive ökonomische als auch ökologische Ziele verwirklicht. Exemplarisch seien hierfür die ökologischen Belange der Vermeidung der Landschaftszersiedlung in Ballungsräumen und die Entlastung der Innenstädte vom Schwerlastverkehr genannt.
Ökonomische Effekte sind z. B. die Einsparungen hoher Vor- und Nachlaufkosten durch die räumliche Nähe der Verkehrsträger zueinander. Diese ermöglicht auch den ansässigen Unternehmen, die Übergänge zwischen den Verkehrsträgern sowie dem Nah- und Fernverkehr über Kooperationen unter einem organisatorischen Dach (Standortgesellschaft) umwelt- und kostengerecht zu optimieren (Stichwort: City-Logistik). 
In Deutschland gibt es 33 anerkannte GVZ. Der Dachverband auf deutscher Ebene ist die Deutsche GVZ-Gesellschaft mbH (DGG), auf europäischer Ebene ist es Europlatforms.

### Umschlagterminals
Terminals für den kombinierten Ladungsverkehr als Schnittstelle von mindestens zwei Verkehrsträgern (meist Schiene/Straße) können sowohl innerstädtisch als auch am Rande der Ballungszentren lokalisiert sein. Sie stellen die Schnittstelle zwischen Nah- und Fernverkehr dar. Häufigste Variante ist die Integration in Güterverkehrszentren. Der Umschlag kann sowohl mit mobilem Gerät, den sogenannten Reach-Stackern erfolgen, als auch mit Portalkranen mit einer Kapazität von ca. 50.000 Ladeeinheiten/Jahr. Optimal ist eine Gleislänge von ca. 700 Metern, um sogenannte Ganzzüge zu be- oder entladen. Der kombinierte Verkehr in Deutschland verzeichnet zur Zeit Zuwachsraten. Eine zunehmende Bedeutung kommt dem sogenannten Seehafenhinterlandverkehr zu. Die Container aus Übersee werden per Eisenbahn direkt in die inländischen Terminals transportiert.

### Kooperationen von Güterverkehrsunternehmen
Güterverkehrsunternehmen, die sich zu einer Zusammenarbeit entschlossen haben, können Subunternehmer einsetzen, die die Sendungen für die einzelnen Empfänger bei den beteiligten Kooperationspartnern abholen und dann gebündelt ausliefern. Dabei ist es nicht unbedingt erforderlich, dass die Subunternehmer das Abladen, Neusortieren und das wieder Aufladen der Sendungen in eigenen Umschlaglagern vornehmen. Es reicht aus, wenn z. B. bei einem zuletzt angefahrenen Güterverkehrsunternehmen genügend Umsortierflächen zur Verfügung stehen.

### Entsorgungslogistik (Reverselogistik)
Neben der Versorgung ist, abgesehen von der Aufnahme der Retoure-Ware, auch eine Logistik zur Sammlung der Wertstoffe und Abfälle notwendig.